# M11/39
L'M11/39 fu un carro medio utilizzato dal Regio Esercito agli inizi della seconda guerra mondiale, precisamente dal 1939 al 1940. A partire dal dicembre 1940 fu sostituito nei reparti carristi dal carro M13/40.

## Sviluppo e storia
La progettazione di un carro di rottura iniziò nel 1932 con un veicolo dal peso di 8 tonnellate per evolversi poi nel prototipo definitivo presentato dall'Ansaldo nel 1937, ovvero l'M11/39.
L'M11/39 può essere considerato il primo carro medio italiano, con un peso di 11 tonnellate e l'armamento che era composto da un cannone da 37 mm in casamatta e da due mitragliatrici Breda Mod. 38 8 mm in torretta.
La corazzatura andava da un minimo di 8 mm (fondo dello scafo, paratie motore e sommità della torretta) ad un massimo di 30 mm (torretta e lastre attorno al cannone). I fianchi ed il fronte dello scafo avevano una corazzatura di 14,5 mm; nell'impiego bellico sia l'armamento sia la corazzatura si rivelarono insufficienti per l'utilizzo contro i carri medi e pesanti impiegati dagli Alleati, ma fu usato con discreto successo contro carri leggeri, postazioni di mitragliatrici e per conquistare bunker e trincee nemiche, ma complessivamente questo carro non si dimostrò all'altezza della situazione e i suoi grossi limiti furono lo scarso armamento, la mancanza di una corazzatura adeguata, la scarsa potenza del motore e la debolezza meccanica generale, e infine il fatto che il pezzo da 37 mm non era in torretta girevole ma in una casamatta fissa, il che obbligava a girare tutto il carro per mirare.
Lo scafo di questo carro armato fu utilizzato come base per i successivi carri armati medi italiani come l'M13/40, l'M14/41 e l'M15/42.
Il motore a gasolio aveva una potenza di 105 hp che, nel successivo modello M13/40 fu portato a 125 hp.

## Produzione
La produzione iniziò nel 1938 al ritmo di 9 esemplari al mese. Nel dicembre del 1939 tutta la produzione italiana di carri medi venne concentrata sull'M13/40 chiudendo la linea di assemblaggio degli M11/39, rivelatisi piuttosto fallimentari. Complessivamente furono prodotti 100 esemplari del M11/39.

## Impiego operativo

### Africa Orientale Italiana
24 carri 11/39 vennero impiegati nelle operazioni in Africa Orientale, 12 dislocati in Eritrea e 12 in Etiopia. L'esiguità di tali numeri non permise mai l'impiego massiccio di questi carri e la mancanza di pezzi di ricambio (sicuramente disponibili in nord Africa) mise ben presto fuori uso i mezzi, che sarebbero potuti essere vitali in Libia per rallentare l'avanzata inglese.

### Nord Africa
Nel luglio del 1940 l'esercito italiano disponeva di 72 M11/39 in Libia, ceduti dalla Divisione "Ariete". Anche in questo scenario e nella maggior parte dei casi, l'impiego degli M11/39 si ridusse ad azioni di pochi mezzi tese a bloccare puntate offensive inglesi. Alcuni carri M11/39 presero parte all'occupazione di Sidi el Barrani. Durante la controffensiva inglese dell'inverno 1940-1941, 24 M11/39 inquadrati nel Raggruppamento Maletti si trovarono ad affrontare, a Nibeiwa, una forza 47 carri inglesi Matilda, la cui corazzatura si rivelò impenetrabile da parte dei piccoli cannoni da 37 mm degli M11/39, circostanza che causò la distruzione del contingente corazzato italiano. Alcuni esemplari di M11/39 catturati dalle truppe australiane durante l'operazione Compass furono usati da questi nelle operazioni a Tobruk nel 1941.

### Campagna d'Italia
L'ultimo M11/39 fu utilizzato in Piemonte durante la guerra di liberazione come unità dell'Esercito Nazionale Repubblicano.

## Sistemazione interna e armamento
All'interno il pilota si trovava a sinistra, il cannoniere a destra e il capocarro nella torretta. Il capocarro dava gli ordini a voce, il cannoniere utilizzava un telescopio con ingrandimento 1x, mentre il pilota aveva una feritoia, il capocarro aveva a disposizione un telescopio a ingrandimento 1x e un periscopio; all'interno c'erano in tutto tre lampade, e all'esterno due fanali.
L'armamento era composto da un cannone Vickers-Terni da 37/40 da 37 mm con innesco elettrico e due mitragliatrici Breda Mod. 38 da 8 mm. Per fare sparare il cannone, non si usava un percussore, ma un condensatore che scoppiava con sovraccarico, questo poté fare aumentare ai proiettili la potenza perché dove si trovava la carica di lancio, c'era il propellente.
La mancanza di sistemi di comunicazione interni ed esterni fu un altro degli innumerevoli difetti del mezzo e solamente con la messa in produzione del successore M13/40 fu introdotto un sistema di laringofoni e cuffie. Ai carristi di M11/39 tutti i comandi erano dati vocalmente, con tutti gli inconvenienti del caso: rumori, scoppi e scricchiolii vari rendevano veramente difficile la comprensione dei comandi fra i membri dell'equipaggio. A causa dell'assenza anche dell'apparato radio, i comandi dovevano essere dati dai capicarro che, sporgendosi dalla torretta, con tutti i rischi che ciò comportava durante uno scontro a fuoco, con delle bandierine davano elementari ordini come "Avanti", "Stop", "A destra", "A sinistra" e pochi altri, che non di rado non erano compresi o fraintesi, rompendo la coesione all'interno della compagnia carri e rimanendo senza contatti con il comando di battaglione durante tutta la durata delle manovre.

## Altri utilizzatori
Australia - Australian Army
- Alcuni esemplari del carro furono catturati dall'esercito australiano e utilizzati durante le operazioni a Tobruk nel 1941.

 Repubblica Sociale Italiana - Esercito Nazionale Repubblicano
- Un M11/39 fu usato in Piemonte da alcune formazioni dell'ENR nel periodo tra il 1943 e il 1945.